# عزیز صالح النومان
عزیز صالح نومان (عربی: عزیز صالح النومان)) رئیس سابق فرماندهی منطقه ای حزب بعث عراق بود. او در جریان جنگ خلیج فارس در سال ۱۹۹۱ توسط صدام حسین به عنوان فرماندار عراقی در کویت منصوب شد. در نوامبر ۱۹۹۰ این سمت را از علی حسن المجید تحویل گرفت و تا ۲۷ فوریه ۱۹۹۱ این سمت را حفظ کرد.
او یکی از اعضای «دوجین کثیف» است که گفته می‌شود مسئول شکنجه و قتل در عراق بود. قبل از حمله آمریکا در آوریل ۲۰۰۳، النومان رئیس فرماندهی منطقه ای حزب بعث و مسئول بغداد غربی بود. وی پیش از این استاندار کربلا و نجف بود. او در ۲۲ می ۲۰۰۳ بازداشت شد. در آن زمان، او فرد شماره ۸ در لیست ۵۵ عراقی تحت تعقیب فرماندهی مرکزی بود و بالاترین رتبه در لیست ۵۵ نفری بود که تا آن زمان بازداشت شده بود. او یکی از ۹ رهبر عراقی بود که ایالات متحده آرزو داشت به خاطر جنایات جنگی یا جنایت علیه بشریت محاکمه شود.
وی در سال ۲۰۱۱ به همراه پنج نفر دیگر به بازداشتگاه عراق منتقل و محاکمه و به اعدام محکوم شد.